# Viaduc autoroutier sur le Lot
Le viaduc sur le Lot est un pont autoroutier qui permet à l'autoroute A20 de franchir la vallée du Lot sur le territoire de la commune d'Arcambal dans le département du Lot en France.